# Bob Ctvrtlik
Bob Ctvrtlik, né le 8 juillet 1963 à Long Beach (Californie), est un joueur de volley-ball américain.

## Carrière
Bob Ctvrtlik participe aux Jeux olympiques de 1988 et remporte le titre. Lors des Jeux olympiques de 1992 à Barcelone, il remporte la médaille de bronze avec l'équipe américaine composée de Carlos Briceno, Brent Hilliard, Scott Fortune, Dan Greenbaum, Nick Becker, Bryan Ivie, Douglas Partie, Bob Samuelson, Eric Sato, Jeff Stork et Steve Timmons. Il est également champion du monde en 1986.